# Epiphragma (Eupolyphragma) flavosternatum
Epiphragma (Eupolyphragma) flavosternatum is een tweevleugelige uit de familie steltmuggen (Limoniidae). De soort komt voor in het Oriëntaals gebied.